# Нота Сталина

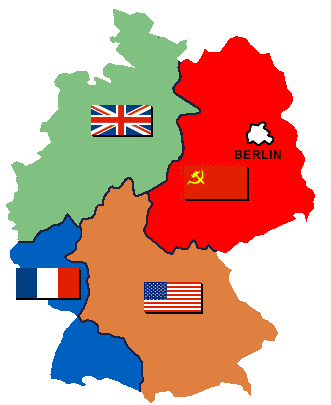
Четыре зоны влияния в послевоенной Германии.

«Нота Сталина» (также известна как «мартовская нота» или «мирная нота») — дипломатический документ (нота) СССР по объединению Германии.
Нота была вручена полномочным представителям США, Британии, Франции 10 марта 1952 года. Правительство СССР предлагало упомянутым державам и СССР при участии германского правительства начать разработку мирного договора с Германией. СССР готов был согласиться на объединение страны, допустить существование у Германии армии, военной промышленности и свободной деятельности демократических партий. Западные страны посчитали предложение попыткой срыва вступления ФРГ в западные военные альянсы.
Это привело к ответной ноте от западных держав, вследствие чего Запад отверг советское предложение, настаивая на том, что объединённая Германия должна быть свободной для вступления в НАТО.

## Предыстория
После поражения во Второй мировой войне (1945) Германия была разделена между основными союзниками, воевавшими против Германии, на зоны оккупации: восточная часть оставшейся территории Германии с восточной границей по Одеру — Нейсе — советская зона, остальная часть — зона Западных союзников (британская, американская, французская). 
В 1947 году Иосиф Сталин обратился к Социалистической единой партии Германии с тезисом об объединении Германии. К 1949 году на территории Германии сформировалась парламентская демократия на Западе, называемая Федеративной Республикой Германии, и коммунистическое государство на Востоке — Германская Демократическая Республика.
В дискуссиях о воссоединении Восточная Германия подчеркивала важность мирного договора, а Западная Германия настаивала на свободных выборах для всей Германии. Канцлер Конрад Аденауэр не верил, что воссоединение возможно при данных условиях. Он и его администрация придерживались курса, связывающего ФРГ с западным блоком, особенно в отношении военной политики. В частности, Аденауэр считал, что ФРГ должна поддерживать армию, которая может быть интегрирована в более крупные западноевропейские вооруженные силы вроде НАТО.

## Нота
10 марта заместитель министра иностранных дел СССР Андрей Громыко вручил главам дипломатических представительств Великобритании, США и Франции ноту по вопросу о подготовке к мирному договору с Германией; к ноте прилагался проект Основ мирного договора с Германией. СССР заявлял, что поддерживает обращение правительства ГДР к четырём державам с просьбой ускорить заключение мирного договора с Германией и со своей стороны предлагал «безотлагательно обсудить вопрос о мирном договоре с Германией с тем, чтобы в ближайшее время подготовить согласованный проект мирного договора и представить его на рассмотрение соответствующей Международной конференции с участием всех заинтересованных государств».

## Реакция политиков
Канцлер Конрад Аденауэр и западные державы усмотрели в действиях СССР агрессию, выражавшуюся в попытке тормозить процесс западноевропейской интеграции Германии, а также угрозу того, что свободная и демилитаризованная Германия может быть «втянута в советскую орбиту».
Джеймс Варбург, член Комитета Сената США по международным отношениям, выступая перед комитетом 28 марта 1952 года, заметил, что советское предложение может быть блефом, но «наше правительство боятся называть его блефом из-за страха, что он может не оказаться им» и привести к «свободной, нейтральной и демилитаризованной Германии», которая может быть «сорвана на советскую орбиту».
Министр по общегерманским вопросам Якоб Кайзер и социал-демократ Курт Шумахер предлагали изучить предложения Сталина.
4 марта 1952 года премьер-министр ГДР Отто Гротеволь отметил ноту как предложение о воссоединении Германии.

## Политические действия
25 марта 1952 года бывшие союзники по антигитлеровской коалиции в ответной ноте предложили провести выборы под контролем ООН и предоставить общегерманскому правительству возможность вступления в военные блоки.
9 апреля 1952 года Сталин выпустил Вторую ноту с текстом по германскому вопросу.
27 мая 1952 года был подписан Договор о создании европейского оборонительного союза, закрывающий советскому руководству возможность схожих политических предложений.